# Ludwig Willems
Pour l’article homonyme, voir Willems (homonymie).
Ludwig Willems, né le 7 février 1966 à Herentals, est un coureur cycliste belge. Professionnel de 1987 à 1998, il a remporté trois victoires durant cette période.

## Biographie
Pendant sa carrière, Ludwig Willems est équipier pendant de nombreuses années de son leader Johan Museeuw. Après sa carrière, il devient sélectionneur national des équipes féminines belges.

## Palmarès

### Palmarès amateur
- 1985
  - 2e de la Flèche d'or européenne (avec Peter Roes)
- 1986
  - Hasselt-Spa-Hasselt
  - 2e du championnat de Belgique sur route amateurs

### Palmarès professionnel
- 1988
  - 6e étape du Tour de la Communauté européenne
- 1989
  - 2e du Circuit des Trois villes sœurs
  - 3e de la Ronde des Pyrenées
- 1994
  - 3e de À travers la Belgique
  - 8e de Paris-Roubaix

## Résultats dans les grands tours

### Tour de France
1 participation
- 1991 : 150e

### Tour d'Espagne
1 participation
- 1992 : abandon (10e étape)